# HD20929
HD20929 є хімічно пекулярною зорею спектрального класу
A1 й має видиму зоряну величину в смузі V приблизно  9,2.